# Вернер, Адольф Фридрих
Адо́льф Фри́дрих Ве́рнер (нем. Adolf Friedrich Werner; 19 октября 1886, Киль, Пруссия — 6 сентября 1975, Киль) — немецкий футболист, вратарь.

## Карьера

### Клубная
Почти всю карьеру провёл в кильском клубе «Хольштайн», а в сезоне 1911/12 некоторое время выступал за «Викторию» из Гамбурга. Самым важным днём в его клубной карьере считается[кем?] 26 мая 1912 года, когда в матче чемпионата Германии его игра принесла чемпионский титул его «Хольштайну». В составе «аистов» в 1910 году также стал вице-чемпионом Германии, выигрывал в 1910, 1911 и 1912 годах чемпионат Северной Германии. В качестве игрока «Хольштайна» был заявлен на 9 игр сборной Германии, а в качестве игрока гамбургской «Виктории» заявлялся на 4 встречи сборной.

### В сборной
Дебютировал в сборной 16 марта 1909 года в первой официальной игре сборной Германии, которая прошла в Великобритании. Несмотря на то, что немцы потерпели поражение в этом матче от Нидерландов со счётом 0:9, английская пресса хорошо отзывалась о Вернере, а несколько английских клубов даже предложили ему профессиональный контракт.
На Олимпийском футбольном турнире 1912 года попал в заявку сборной Германии и отметился участием в двух встречах: в матче против австрийцев, который немцы проиграли 1:5, хотя после первого тайма вели 1:0, и в матче против России, в котором немцы одержали крупнейшую победу за всю свою историю со счётом 16:0. С 24 марта по 14 апреля 1912 года был рекордсменом национальной сборной по количеству игр, проведя к тому моменту 10-ю и 11-ю встречу. 1 июля вместе с Ойгеном Киппом и Камилло Уги провёл 12-ю игру, а с последним провёл ещё 3 июля 13-ю и последнюю свою игру.

## Личная жизнь
Его брат Август Вернер также был профессиональным футболистом.